# Spätere Liang-Dynastie
Die Spätere Liang-Dynastie (chinesisch 後梁 / 后梁, Pinyin Hòu Liáng) 907–923 ist eine der Fünf Dynastien während der Zeit der Fünf Dynastien und Zehn Königreiche in China. Sie wurde von Zhu Wen gegründet, nachdem er den letzten Kaiser der Tang-Dynastie gezwungen hatte, zu seinen Gunsten abzutreten (und ihn dann umbrachte). Die Spätere Liang-Dynastie währte bis 923, als sie durch die Späte Tang-Dynastie abgelöst wurde.

## Herrscher der Späteren Liang-Dynastie
| Tempelname      | Postumer Name | Familienname und Vorname | Regentschaft | Äranamen und ihre Dauer                                              |
| --------------- | ------------- | ------------------------ | ------------ | -------------------------------------------------------------------- |
| Taìzǔ (太祖)    | Xiànwǔ (獻武) | 朱溫 Zhū Wēn             | 907–912      | Kaīpíng (開平) 907–911 Qiánhuà (乾化) 911–912                        |
| Existiert nicht | Mòdì (末帝)   | 朱瑱 Zhū Zhèn            | 913–923      | Qiánhuà (乾化) 913–915 Zhēnmíng (貞明) 915–921 Lóngdé (龍德) 921–923 |

### Nachschlagewerke
Cihai („Meer der Wörter“), Shanghai cishu chubanshe, Shanghai 2002, ISBN 7-5326-0839-5